# 于德勒市镇
57°50′N 15°16′E / 57.833°N 15.267°E
于德勒市镇（瑞典語：Ydre kommun）是瑞典东南部东约特兰省的一个市镇。其治所位于厄斯特比穆。